# Kriegerdenkmal Ottersleben

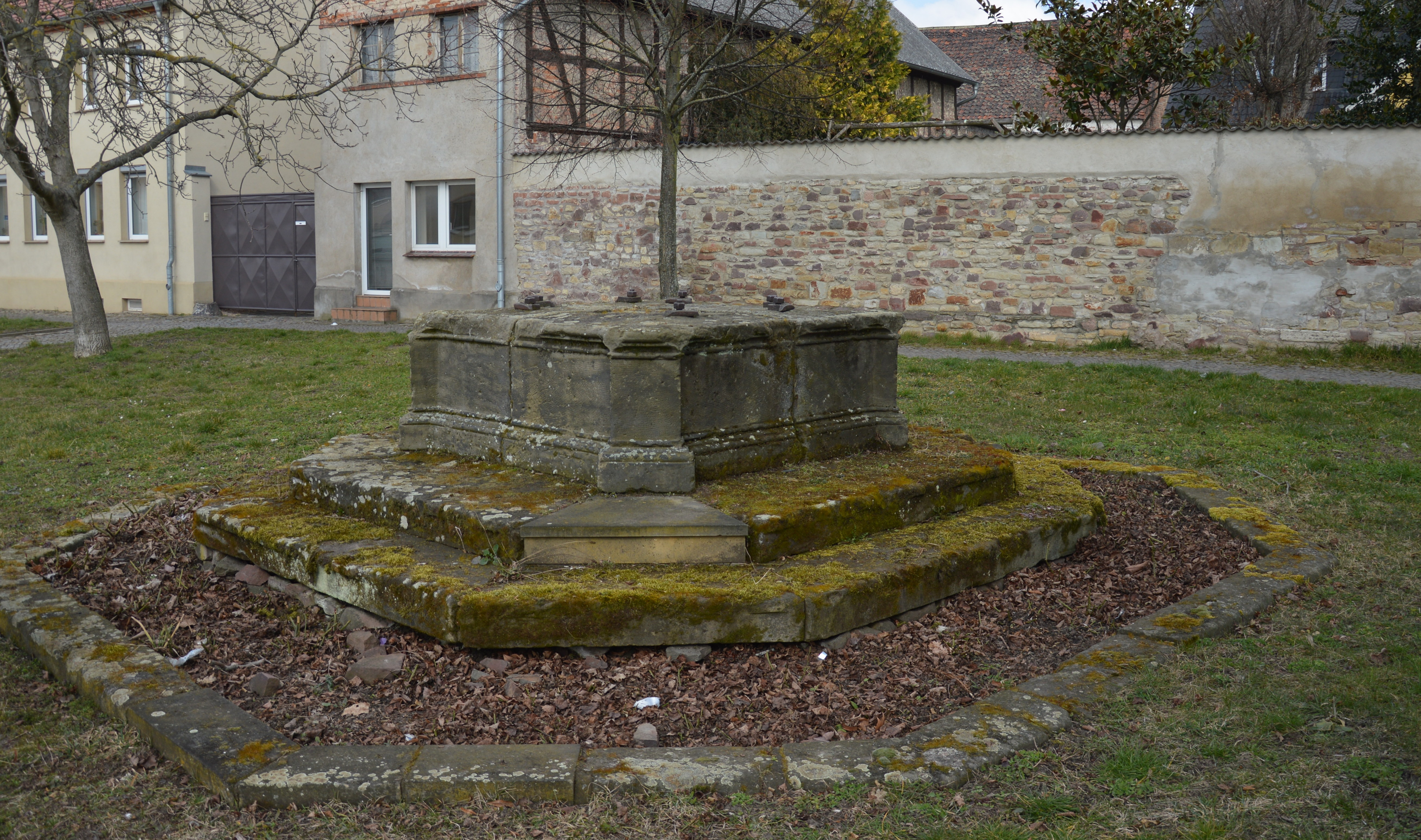
Sockel des ehemaligen Kriegerdenkmals im Jahr 2016

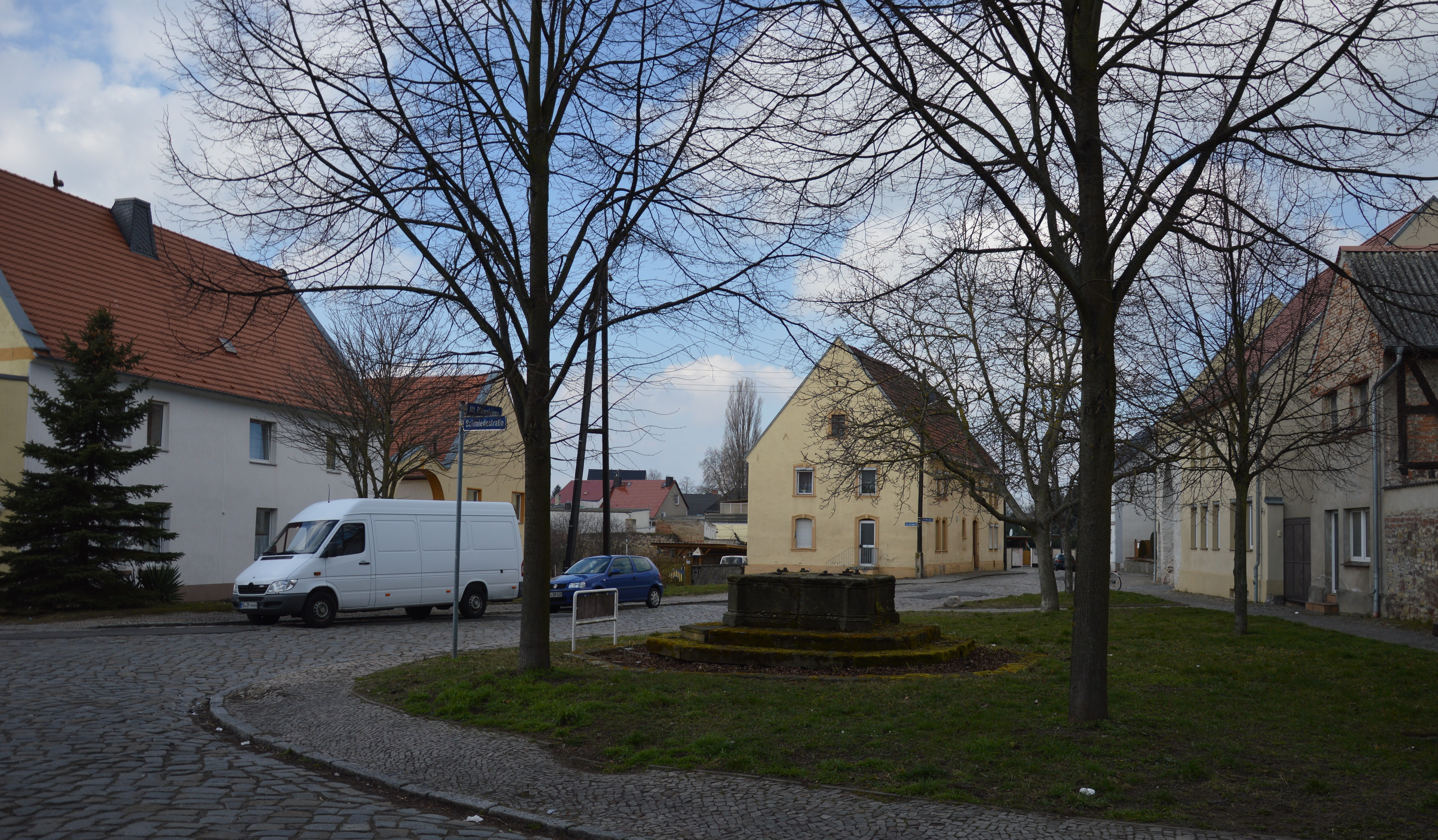
Standort

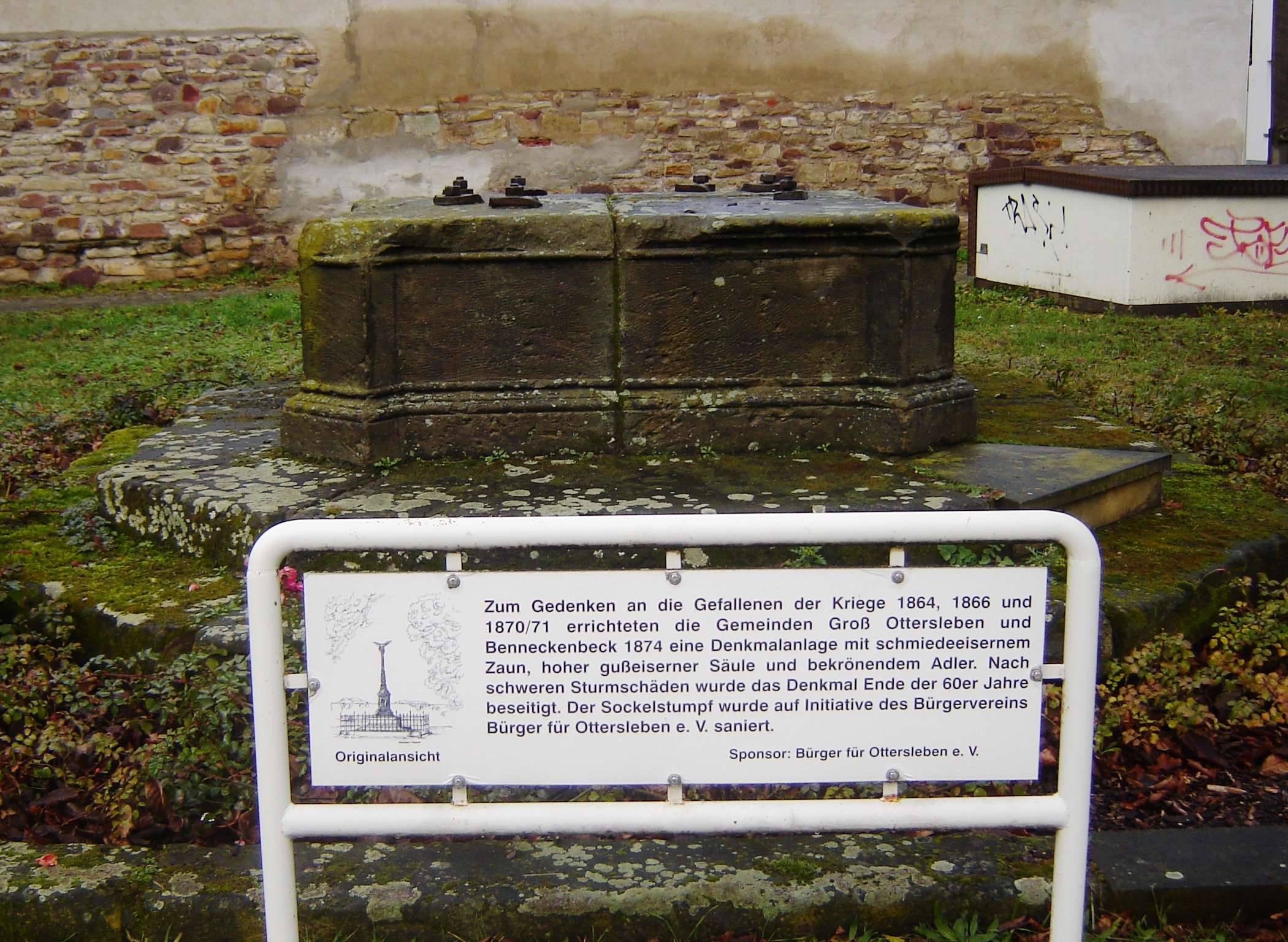
2013

Das Kriegerdenkmal Ottersleben war ein Denkmal im Magdeburger Stadtteil Ottersleben in Sachsen-Anhalt; erhalten ist noch der Sockel.

## Lage
Das Kriegerdenkmal stand in der Straße Alt Ottersleben auf einer platzartigen Erweiterung. Unmittelbar am Denkmalstandort mündet die Schmiedestraße auf Alt Ottersleben. Der erhaltene Sockel gehört heute zum Denkmalbereich Alt Ottersleben 20–22, 46, 47.

## Gestaltung und Geschichte
Das Denkmal wurde 1874 von den Gemeinden Groß Ottersleben und Benneckenbeck zum Gedenken an die Gefallenen aus den beiden Dörfern im Deutsch-Dänischen Krieg von 1864, dem Deutschen Krieg von 1866 und dem Deutsch-Französischen Krieg 1870/71 errichtet.
Es war ein Eisenkunstguss und stand auf einem profilierten Sockel aus Sandstein. Gegossen wurde es möglicherweise in Tangerhütte. Unten am Denkmal waren vier Tafeln würfelartig zusammengefügt; sie trugen die Namen der Gefallenen sowie die Orte der Gefechte. Stilisierte Kanonenrohre bildeten die Ecken. Nach oben verjüngte sich der Würfel und lief in eine etwas konische, drei Meter hohe Säule aus. Auf der Säule thronte ein Adler mit ausgebreiteten Schwingen.
Umgeben war das Denkmal von einem eisernen Ziergitter. Anlässlich der 1000-Jahr-Feier Otterslebens im Jahr 1937 erfolgte eine Sanierung. Das stark mit Rost überzogene Denkmal wurde sandgestrahlt und konserviert, die Ziergitter wurden entfernt.
Ein Sturm Ende der 1960er-Jahre warf eine benachbarte Linde um und zerstörte auch das Denkmal. Die gusseisernen Teile wurden gestohlen; ihr Verbleib ist unbekannt.
Nach der politischen Wende des Jahres 1989 wurde der erhalten gebliebene, auf einem dreistufigen Podest über dem Niveau des Platzes stehende Sockel auf Initiative des Vereins Bürger für Ottersleben e. V saniert und ein die Geschichte erläuterndes Schild am Sockel aufgestellt.